# 尹宗伊
尹宗伊，山西平陽府萬全縣人，明朝政治人物、進士出身。
洪武四年，會試三十名，登進士三甲，授鎮江府丹陽縣縣丞。